# 新芬黨
新芬黨（發音：[ˌʃɪn̠ʲ ˈfʲeːnʲ] ⓘ，意为“我们自己”），其為愛爾蘭島（北愛爾蘭和愛爾蘭）之政黨，由阿瑟·格里菲斯建立于1905年。新芬黨是愛爾蘭共和軍的正式政治組織，主張愛爾蘭統一。新芬黨目前同時參與愛爾蘭和北愛爾蘭國會選舉，且均有議會代表。在北愛爾蘭，新芬黨与主張維持英國管治的民主統一黨和阿尔斯特統一党對立。此外，新芬黨也參加英國下議院選舉，並取得議席，但該黨對威斯敏斯特采取“弃权主义政策”，其当选議員始終拒絕向英國君主效忠宣誓，因此無法參加英國國會會議，但頭銜依然存在。而由於他們不認同英國在北愛的主權，他們往往以「愛爾蘭北部」、「北方」等字眼稱呼北愛。

## 歷史
新芬黨在1910年代一直主張武力促成愛爾蘭完全脫離英國獨立，並於1922年成功爭取建立愛爾蘭自由邦。自由邦成立後，該黨開始式微，當中大量黨員轉投愛爾蘭共和黨，實力大減，新芬黨後與臨時愛爾蘭共和軍關係密切。此後他們長期於愛爾蘭、北愛和英國議會棄權，直至時任黨魁格里·亞當斯決定先後不再繼續對前兩者的棄權政策。而他們亦因共和軍步入21世紀已式微而開始稍為軟化立場，但堅持整個愛爾蘭應是統一的共和國。2007年1月28日，新芬党在党内特别大会上通过投票决定承认北爱尔兰的警察和司法体系。同年起至今，新芬黨取代較溫和的社會民主工黨，成為北愛爾蘭共和派的最大黨。並根據贝尔法斯特协议，與民主統一黨共治北愛至2017年兩黨合作決裂，聯合政府解散為止，至2020年才再次聯合執政。同年，該黨在愛爾蘭眾議院成為第二大党。

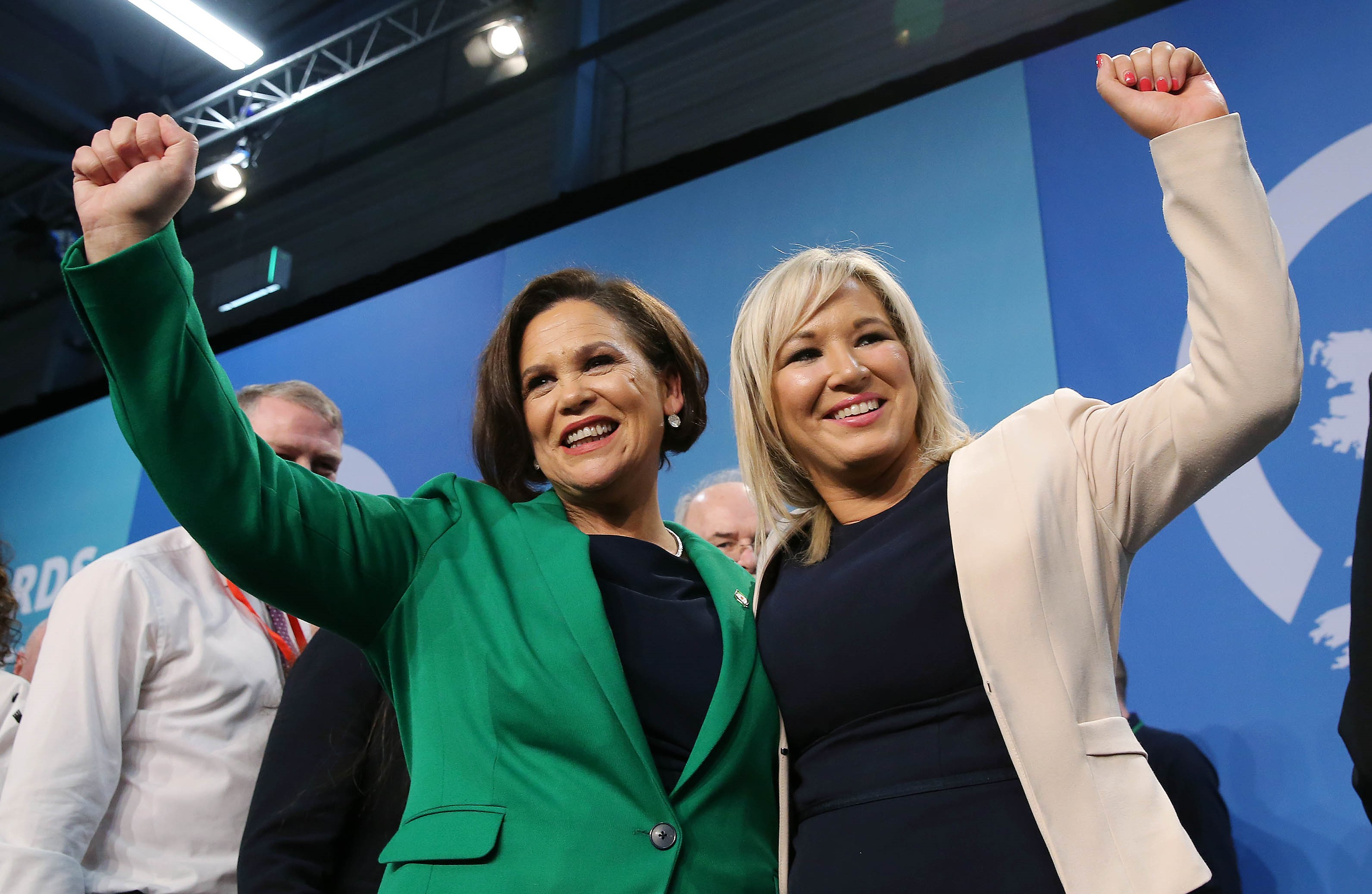
現任新芬黨主席和副主席兼北愛領袖瑪麗·盧·麦克唐纳（左）和米歇爾·奧尼爾（右）

2022年北愛爾蘭議會選舉結果中，新芬黨首次贏得最多席位，在全部90席中佔有27席，首次取代親英的民主統一黨成為議會最大黨。

### 1905年–1922年

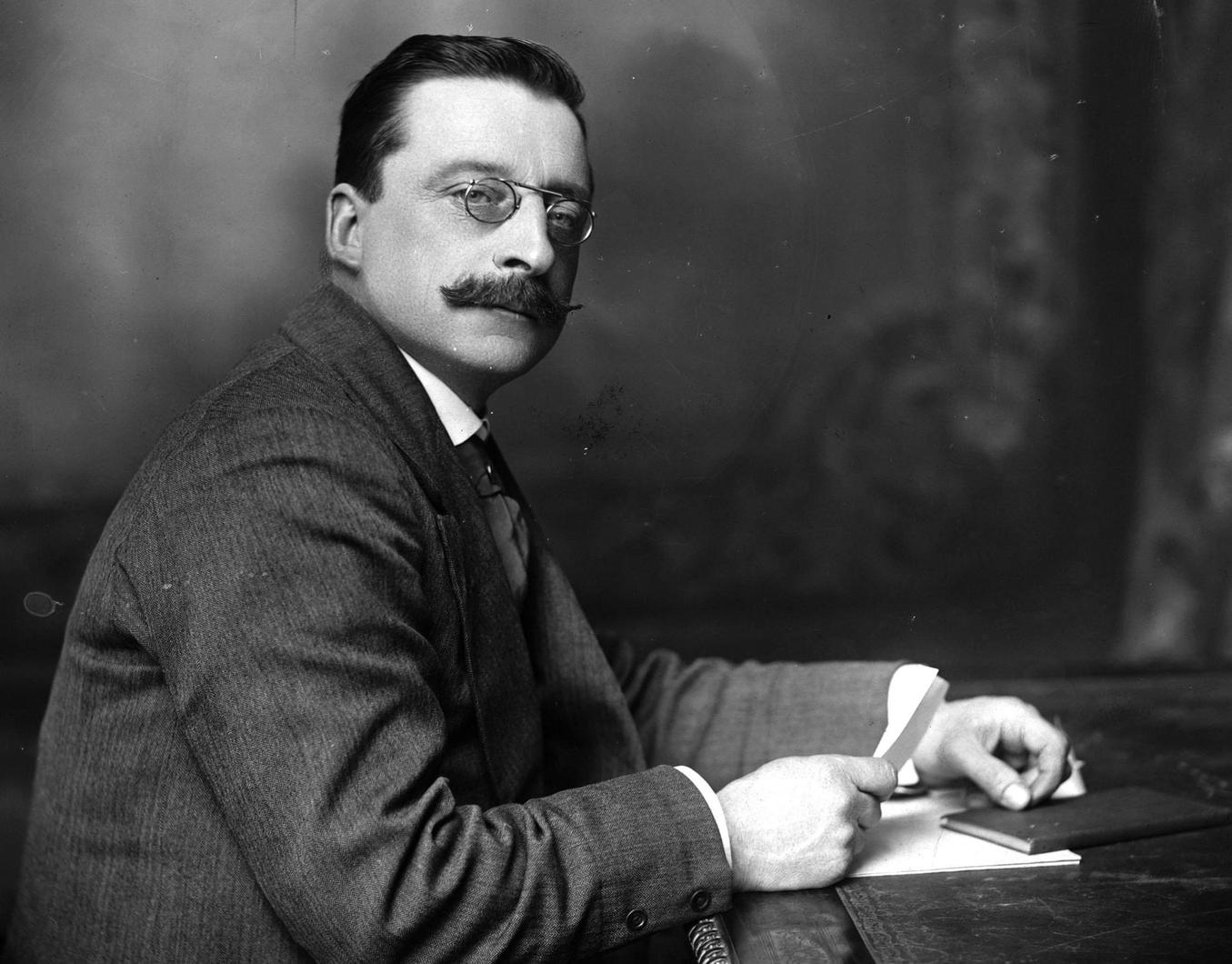
阿瑟·格里菲斯被誉为该党的主要创始人

新芬党成立于 1905 年 11 月 28 日，当时阿瑟·格里菲斯（Arthur Griffith）在全国委员会第一届年会上概述了新芬党的政策，即 "在爱尔兰首都建立一个拥有爱尔兰民族道德权威的国家立法机构"。
新芬党的初始政治纲领既保守又君主主义。受到1867年奥匈妥协案的启发下，主张与英国王室统一的英爱二元君主制。该党参加了 1908 年北利特里姆郡补选，获得了 27% 的选票。 但新芬党此后支持率和党员人数均有所下降。1910年党大会（ard fheis）上，新芬党发现党员出席率很低，而且党内很难找到愿意在执行委员会中任职的成员。

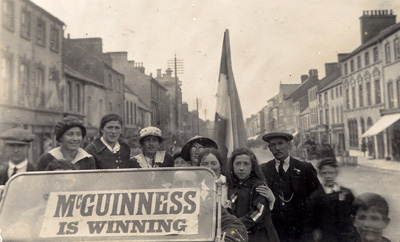
约瑟夫·麦吉尼斯的竞选用车。他在 1917 年南朗福德补选中获胜，当时他还在狱中。他是新芬党第一批当选的国会议员之一。

1914 年，包括格里菲斯在内的新芬党成员加入了反雷德蒙派爱尔兰志愿军，雷德蒙派和其他人称其为 "新芬党志愿军"。1916年复活节起义，尽管格里菲斯本人没有参加，但许多新芬党成员、志愿军和爱尔兰共和兄弟会成员参加了，故政府和报纸将起义称为 "新芬党起义"。起义之后，共和党人在新芬党的旗帜下聚集在一起，并在 1917 年的新芬党大会上首次承诺建立爱尔兰共和国。在1918年大选中，新芬党赢得了爱尔兰105个席位中的73个，1919年1月，其议员在都柏林集会，宣布自己为爱尔兰国会（Dáil Éireann）。新芬党候选人康斯坦斯·马凯维奇成为第一位当选英国下议院议员的女性。然而，根据新芬党的弃权政策，她没有就任下议院席位。
新芬党在爱尔兰独立战争期间支持爱尔兰共和军。1921 年，众议院政府成员与英国政府谈判签订了英爱条约。在随后的众议院辩论中，该党对该条约存在分歧。迈克尔·柯林斯领导的支持条约派和埃蒙·德·瓦莱拉领导的反对条约派设法就新芬党候选人组成的“联盟小组”达成一致，以便参加 1922 年大选。 选举后，反对派退出众议院，支持和反对派成员在随后的爱尔兰内战中彼此对立。 

### 1923–1970
1923年4月27日，新芬党支持条约派的众议院议员和其他条约支持者在都柏林举行了一次会议。代表们在本次会议上成立了一个新政党--Cumann na nGaedheal（盖尔人协会），并就宪法和政治纲领达成了一致。该党继续统治爱尔兰自由邦直至1932年，随后与国家中心党以及蓝衫党合并为爱尔兰统一党。 而新芬党反对条约派则继续抵制众议院。 1926年3月，在一次特别的党代会上，反对条约派领袖埃蒙·德·瓦莱拉提出动议，如果取消有争议的效忠宣誓，则允许当选议员在众议院就座。当他的动议被否决后，德瓦莱拉辞去了新芬党的职务。 1926年5月16日，他成立了自己的政党爱尔兰共和党，致力于从政治结构内部实现自由邦的共和化。原新芬党议员大多转投新成立的党派。 德瓦莱拉的辞职也意味着新芬党失去美国的财政支持。 落后的新芬党只能派出不超过 15 名候选人，并在 1927年6月的大选中只赢得了5个席位，是该党1916年之后首次支持率下滑。副主席兼事实上的领导人玛丽·麦克斯威尼宣布，该党根本没有资金参加当年的第二次选举，并宣称“真正的爱尔兰公民不能投票给其他任何政党”。爱尔兰共和党赢得1932年大选，开启了长达 16 年的不间断执政期，并长期主导爱尔兰作为一个独立国家的政治发展。